# Seguidilla

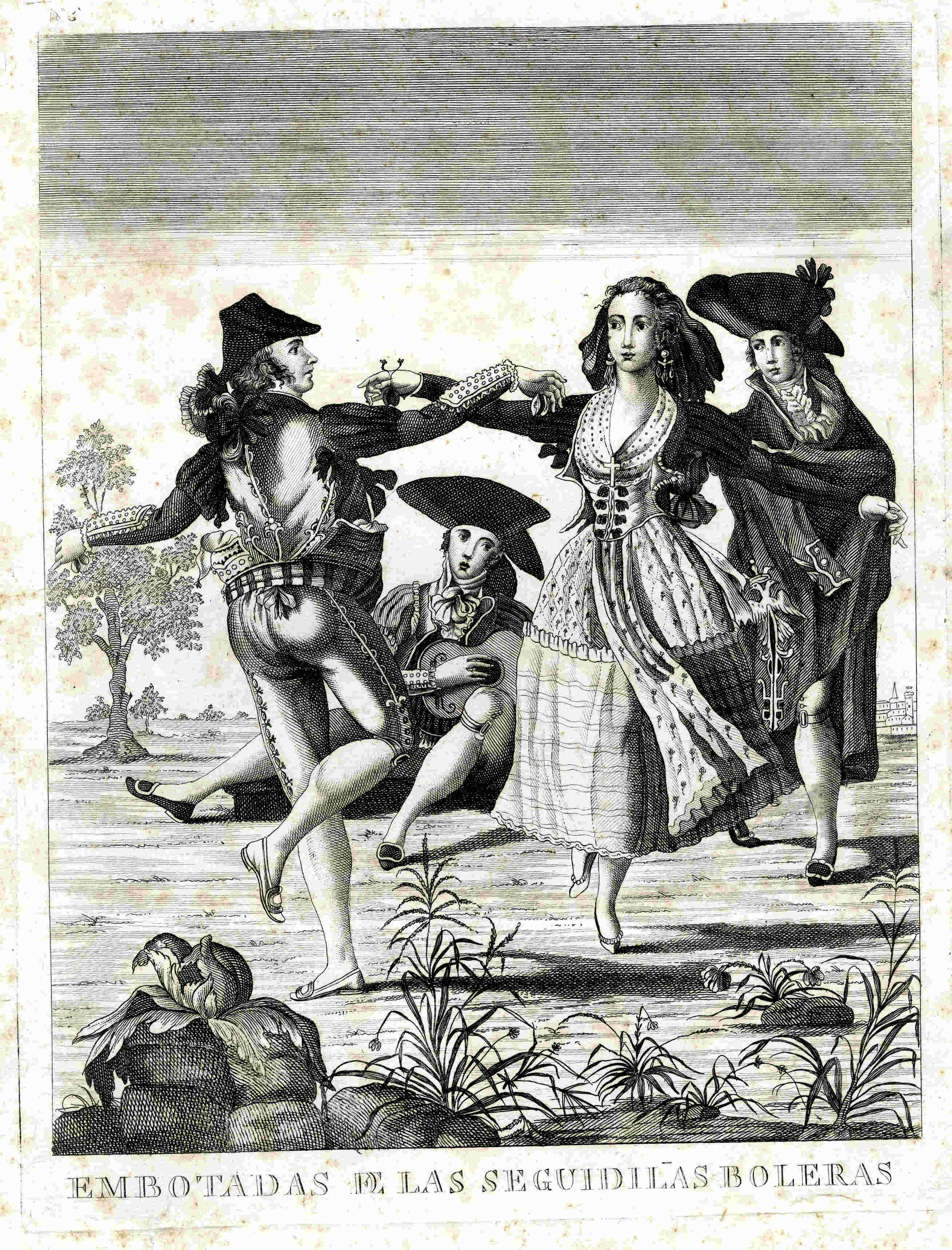
Tanec Seguidilla, 18. století

Seguidilla ([segidilja]; zdrobnělina od seguida, což znamená "posloupnost") je stará kastilská lidová píseň a párový tanec v rychlém tříčtvrťovém taktu s mnoha regionálními variacemi. Hudba je obecně v durové tónině a často začíná na nepřízvučnou dobu. Seguidilla se objevuje v prvním jednání Bizetovy opery Carmen, kde ji zpívá cikánská hrdinka.
Termín se také používá pro španělskou formu stanca se čtyřmi až sedmi krátkými, částečně asonančními verši v charakteristickém pravidelném střídání.

## Druhy
Nejstarší a nejvýznamnější z druhů seguidilly jsou považovány ty pocházející z regionů La Manche nebo Andalusie, které se staly typickými pro velké části centrálního Španělska. Varianty zahrnují seguidilla manchega (z La Manche), jakož i murcianu z Murcie a mírně rychlejší sevillanu ze Sevilly. Jeden z nejsložitějších stylů seguidilly je seguidilla flamenca neboli seguiriya, který se používá v hudbě flamenca. První jednání opery La Périchole Jacquese Offenbacha obsahuje číslo s názvem "Séguedille".

### Tanec
Tanec se provádí ve dvojicích s živou prací nohou, která odráží rytmus kytary a perkuse, ale přitom omezuje pohyb horní části těla. Jedna z charakteristických vlastností tance je známá jako bien parado, kde tanečníci zastavují pohyb na konci části hudby nebo sloky textu, zatímco nástroje pokračují v hraní do další části. Tanečnice také obvykle drží kastaněty.
První jednání baletu Don Quijote (klasické provedení v choreografii Mariuse Petipa a znovuuvedení Alexandrem Gorským) zahrnuje tanec seguidilly, provedený celým baletním sborem.

### Píseň
Seguidillská lidová píseň obecně začíná krátkým instrumentálním úvodem, často hraným na kytaru, po němž následuje salida, což je malá část písně, která funguje jako falešný start. Zbývající části jsou volné a pestré, skládají se z instrumentálních meziher a zpěvných částí nazývaných coplas.

### "Seguidilla" v opeře
Původní píseň s názvem Seguidilla se objevuje v prvním jednání opery Carmen Georgese Bizeta, kde ji zpívá cikánská hrdinka v (úspěšném) pokusu o svedení svého věznitele, vojáka Dona Josého, aby ji osvobodil a později se s ní setkal v hostinci jejího přítele Lillas Pastia. Ačkoli toto číslo používá materiál ve stylu flamenca, má pomalejší tempo než klasická španělská taneční forma a složitější strukturu. Dále je také možné, že "Canzone del velo" (1. scéna z druhého jednání Dona Carlose) Giuseppe Verdi má navodit styl seguidilla, ačkoli je stylisticky blíže k boleru s přidaným melodickým zabarvením ve stylu flamenco. Jinde v Síle osudu stejný skladatel vložil lidový tanec na počátku druhého jednání; ale i když je v partituře označen jako seguidilla, tak pasáž je napsána ve čtyřčtvrťovém rytmu a ne tříčtvrťovém, který je pro seguidillu obvyklý. Seguidilla se také objevuje v Paisiellově opeře Lazebník sevillský.